# Медицинская геология
Медицинская геология — это междисциплинарная научная дисциплина на стыке геологии и медицины, изучающая влияние различных геологических факторов на здоровье человека, а также условия возникновения геохимических эндемий.
В настоящее время медицинская геология является развивающейся научной дисциплиной в геолого-минералогических науках. Структура медицинской геологии включает исследования в области медицинской минералогии, медицинской радиогеологии и других направлений.
Наибольшую роль в становлении современной медицинской геологии сыграли фундаментальные работы А. П. Виноградова и его последователя В. В. Ковальского. А. П. Виноградов установил связь между концентрациями определенных химических элементов в природно-геологической среде и здоровьем живых организмов (человека и животных) и выдвинул гипотезу о биогеохимической провинциальности и биогеохимических эндемиях. Круг исследований медицинской геологии включает изучение влияния не только геохимических факторов, но и геофизических факторов на здоровье людей. Например, в пределах аномалий различных геофизических полей формируются геопатогенные зоны, которые могут спровоцировать различные заболевания и патологические состояния человека.
Медицинская геология тесно взаимосвязана с прочими геологическими науками, а также медицинскими (экологическая медицина, санитария и гигиена, эпидемиология неинфекционных болезней), географическими (медицинская география), биологическими и экологическими науками (медицинская экология, экология человека).
В 2004 году на XXXII сессии Международного геологического конгресса во Флоренции была учреждена Международная медико-геологическая ассоциация.